# Warren Babe
Warren Babe (Kanada, Alberta, Medicine Hat, 1968. szeptember 7. –) profi jégkorongozó.

## Karrier
Komolyabb junior karrierjét a WHL-ben kezdte 1984-ben a Lethbridge Broncos színeiben. Ebben a csapatban két idényt játszott majd 1986-ban a Swift Current Broncoshoz került. Utolsó két idényét a Kamloops Blazersben töltötte a WHL-ben. A Minnesota North Stars választotta ki az 1986-os NHL-drafton a 12. helyen. Összesen 21 mérkőzésen lépett pályára az NHL-ben. Az IHL-es Kalamazoo Wings és a North Stars között keringett 1987 és 1991 között. Sérülések miatt ideje előtt be kellett fejeznie a pályafutását.

## Nemzetközi szereplés
Képviselte hazáját az 1988-as U-20-as jégkorong-világbajnokságon, ahol a kanadai csapattal aranyérmet nyert.

## Díjai
- U-20-as jégkorong-világbajnokság aranyérem: 1988